# Sockel 486
Der Sockel 486 war der erste LIF-Sockel für Intel-i486-Prozessoren.
Er wurde später durch den Sockel 1 ersetzt, der zunächst als reiner Sockel für Intel-Overdrive-Prozessoren vorgesehen war.
Im Gegensatz zu späteren Sockeln bezeichnet die „486“ hier den Prozessortyp und nicht wie zum Beispiel beim Sockel 478 die Kontaktzahl.